# Expoziție universală

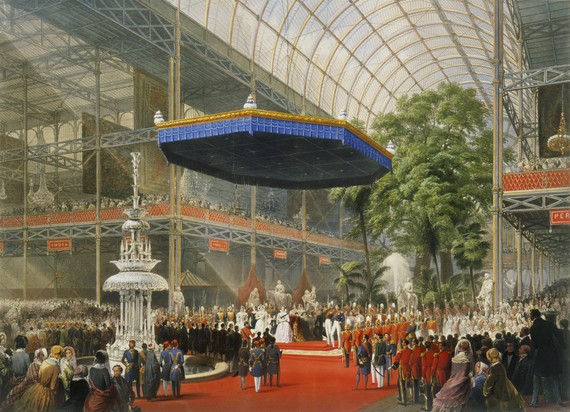
Prima expoziție universală

Expozițiile universale sunt cele mai mari expoziții organizate începând cu mijlocul secolului al XIX-lea, si după 1931 sub supravegherea si egida Bureau International des Expositions (BIE). Aceste evenimente au caracter cultural si sunt concepute pentru a prezenta cele mai importante realizări ale unei națiuni, cum ar fi inovațiile, bogățiile naturale sau dezvoltarea.

## Istoric
Prima expoziție mondială a avut loc în 1851 la Londra. Sub numele de "The Great Exhibition", aceasta a prezentat produse fabricate la nivel național și internațional în clădirea Crystal Palace din Hyde Park. Expoziția a fost organizată de Henry Cole și prințul Albert pentru a impresiona lumea cu realizările industriale ale Marii Britanii.
	Următoarea expoziție a avut loc la Paris în 1855 și a fost considerată de Franța o provocare pentru a depăși evenimentul precedent organizat la Londra și pentru a arăta progresul industrial și lucrările de artă ale artiștilor din 29 de țări. Această expoziție a adunat mai mult de 5 milioane de vizitatori în cadrul evenimentului de 6 luni și a avut loc la Palais d'Industrie de pe Champs-Elysees .
Ulterior, mai multe expoziții au fost organizate mai ales în Europa, dar și în SUA (1876, 1893, 1904, 1915, 1933) și Australia (1880). Datorită multitudinii de expoziții, BIE a fost creată în 1928 pentru a reglementa aceste mari evenimente. Din 1851 până în 1933, BIE a recunoscut 21 Expoziții Mondiale. Din 1933, 3 protocoale au reglementat și împărțit Expozițiile Mondiale în diferite categorii:

### Protocolul din 1933
În 1933, BIE a adoptat un protocol care distingea Expozițiile Universale de Expozițiile Specializate. Pentru Expozițiile Universale, au fost distinse două categorii:
- Categoria 1
- Categoria 2

8 Expozițiile mondiale au fost organizate conform Protocolului din 1933, înainte de intrarea în vigoare a noului protocol din 1972.

### Protocolul din 1972
Noul protocol a diferențiat mai departe Expozițiile Universale de Expozițiile Internaționale Specializate
- Expoziție mondială (World Exhibition)
- Expoziție internațională specializată (International Specialised Exhibition)

(EN)
« An exhibition is universal when it displays methods used and the progress achieved, or to be achieved, in several branches of human endeavour... »
« An exhibition is specialized when it is devoted to a single branch of human endeavour »
(Protocol of 1972)
(RO)
«Expoziția este universală atunci când afișează metodele folosite și progresul realizat sau care trebuie atins în mai multe ramuri ale efortului uman ...»
«Expoziția este specializată atunci când este dedicată unei singure ramuri ale efortului uman»
(Protocolul din 1972)

### Protocolul din 1988
Din 1988 până în prezent, protocolul a definit în continuare diferențele dintre:
- Expozițiile universale (denumite oficial Expoziții Înregistrate)
- Expozițiile specializate (denumite oficial Expoziții Recunoscute)

## Caracteristici (dupa protocolul din 1988)
În timpul expozițiilor universale, țările, organizațiile internaționale sau companiile trebuie să-și proiecteze și construiască un pavilion propriu unde să poată expune produse unice, să efectueze spectacole sau să organizeze întâlniri de afaceri deschise publicului larg. Toate acestea trebuie să fie legate de tema generală a Expoziției, care este diferită la fiecare Expoziție. Potrivit Bureau International des Expositions (BIE), o expoziție universala ar trebui să îndeplinească următoarele criterii:
- Frecvență: o dată la 5 ani
- Durata: maximum 6 luni
- Construcția pavilionului: de către organizatori sau participanți
- Dimensiuni: zonă nedefinită
- Tema: provocări globale de interes universal[5]

## Lista expozițiilor universale
| Data              | Numele expoziției                                                                                     | Țara                       | Orașul         | Categoria                           |
| ----------------- | --- | -------------------------- | -------------- | ----------------------------------- |
| 04/1851 – 10/1851 | The Great Exhibition                                                                                  | Marea Britanie             | Londra         | Expoziție Universală Istorică       |
| 05/1855 – 11/1855 | Exhibition Universelle / Paris International                                                          | Franța                     | Paris          | Expoziție Universală Istorică       |
| 05/1862 – 11/1862 | International Exhibition                                                                              | Marea Britanie             | Londra         | Expoziție Universală Istorică       |
| 04/1867 – 11/1867 | Exhibition Universelle / Paris International                                                          | Franța                     | Paris          | Expoziție Universală Istorică       |
| 05/1873 – 10/1873 | Weltausstellung 1873 Wien / Austrian International Exposition                                         | Austro-Ungaria             | Viena          | Expoziție Universală Istorică       |
| 05/1876 – 11/1876 | Centennial Exposition                                                                                 | Statele Unite ale Americii | Philadelphia   | Expoziție Universală Istorică       |
| 05/1878 – 11/1878 | Exhibition Universelle / Paris International                                                          | Franța                     | Paris          | Expoziție Universală Istorică       |
| 10/1880 – 04/1881 | Melbourne International Exhibition                                                                    | Australia                  | Melbourne      | Expoziție Universală Istorică       |
| 04/1888 – 12/1888 | Exposición Universal de Barcelona (1888)                                                              | Spania                     | Barcelona      | Expoziție Universală Istorică       |
| 05/1889 – 10/1889 | Exhibition Universelle / Paris International                                                          | Franța                     | Paris          | Expoziție Universală Istorică       |
| 05/1893 – 10/1893 | World's Columbian Exposition                                                                          | Statele Unite ale Americii | Chicago        | Expoziție Universală Istorică       |
| 05/1897 – 11/1897 | Brussels International Exposition                                                                     | Belgia                     | Bruxelles      | Expoziție Universală Istorică       |
| 04/1900 – 11/1900 | Exposition Universelle                                                                                | Franța                     | Paris          | Expoziție Universală Istorică       |
| 04/1904 – 12/1904 | Louisiana Purchase Exposition                                                                         | Statele Unite ale Americii | St. Louis      | Expoziție Universală Istorică       |
| 04/1905 – 11/1905 | Liège International (1905)                                                                            | Belgia                     | Liège          | Expoziție Universală Istorică       |
| 04/1906 – 11/1906 | Milan International                                                                                   | Italia                     | Milano         | Expoziție Universală Istorică       |
| 04/1910 – 11/1910 | Brussels International Exhibition                                                                     | Belgia                     | Bruxelles      | Expoziție Universală Istorică       |
| 04/1913 – 11/1913 | Exposition universelle et international / Ghent International Exposition                              | Belgia                     | Gent           | Expoziție Universală Istorică       |
| 02/1915 – 12/1915 | Panama–Pacific International Exposition                                                               | Statele Unite ale Americii | San Francisco  | Expoziție Universală Istorică       |
| 05/1929 – 01/1930 | Barcelona International Exposition                                                                    | Spania                     | Barcelona      | Expoziție Universală Istorică       |
| 05/1933 – 10/1934 | Century of Progress                                                                                   | Statele Unite ale Americii | Chicago        | Expoziție Universală Istorică       |
| 04/1935 – 11/1935 | Brussels International Exposition                                                                     | Belgia                     | Bruxelles      | Expoziție Universală de categoria 1 |
| 05/1937 – 11/1937 | Exposition Internationale des Arts et Techniques dans la Vie Moderne / Paris International Exposition | Franța                     | Paris          | Expoziție Universală de categoria 2 |
| 04/1939 – 10/1940 | New York World's Fair                                                                                 | Statele Unite ale Americii | New York       | Expoziție Universală de categoria 2 |
| 12/1949 – 06/1950 | Exposition internationale du bicentenaire de Port-au-Prince                                           | Haiti                      | Port-au-Prince | Expoziție Universală de categoria 2 |
| 07/1958 – 09/1958 | Brussels World's Fair                                                                                 | Belgia                     | Bruxelles      | Expoziție Universală de categoria 1 |
| 04/1962 – 10/1962 | Century 21 Exposition                                                                                 | Statele Unite ale Americii | Seattle        | Expoziție Universală de categoria 2 |
| 04/1967 – 10/1967 | Expo '67                                                                                              | Canada                     | Montréal       | Expoziție Universală de categoria 1 |
| 03/1970 – 09/1970 | Expo '70                                                                                              | Japonia                    | Osaka          | Expoziție Universală de categoria 1 |
| 04/1992 – 10/1992 | Expo '92                                                                                              | Spania                     | Sevilla        | World Exhibition                    |
| 06/2000 – 10/2000 | Expo 2000                                                                                             | Germania                   | Hannover       | World Exhibition                    |
| 05/2010 – 10/2010 | Expo 2010                                                                                             | China                      | Shanghai       | Expoziție înregistrată              |
| 05/2015 – 10/2015 | Expo 2015                                                                                             | Italia                     | Milano         | Expoziție înregistrată              |
| 10/2020 – 04/2021 | Expo 2020                                                                                             | Emiratele Arabe Unite      | Dubai          | Expoziție înregistrată              |